# Cohors II Hispanorum (Germania superior)
Dieser Artikel behandelt die in den römischen Provinzen Germania inferior und Germania superior stationierte Auxiliareinheit Cohors II Hispanorum. Zu den sonstigen Kohorten mit dieser Bezeichnung siehe Cohors II Hispanorum.

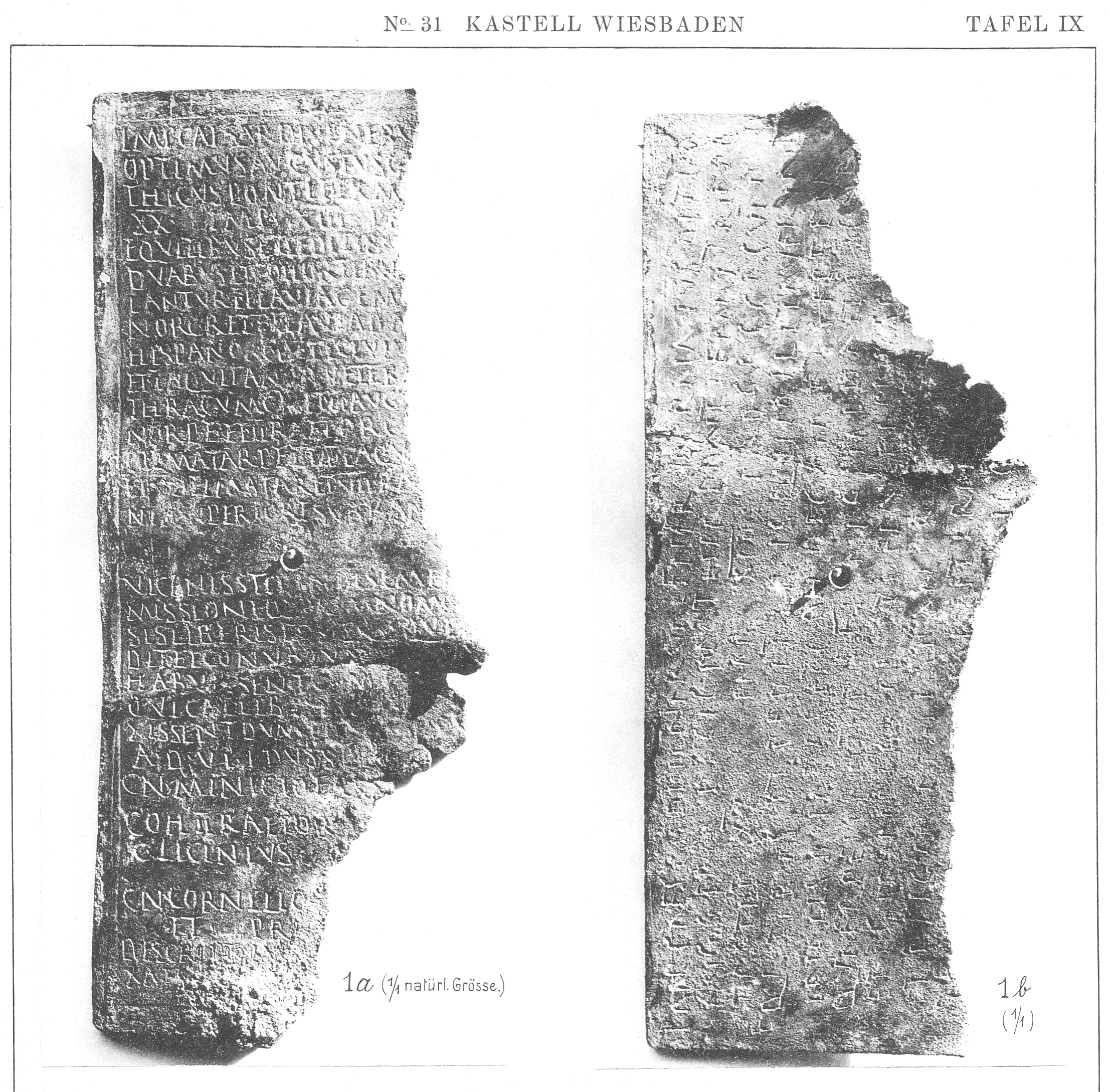
Das Militärdiplom vom 8. September 116 n. Chr.

Die Cohors II Hispanorum [equitata] [pia fidelis] (deutsch 2. Kohorte der Hispanier [teilberitten] [loyal und treu]) war eine römische Auxiliareinheit. Sie ist durch Militärdiplome, Inschriften und Ziegelstempel belegt.

## Namensbestandteile
- Cohors: Die Kohorte war eine Infanterieeinheit der Auxiliartruppen in der römischen Armee.

- II: Die römische Zahl steht für die Ordnungszahl die zweite (lateinisch secunda). Daher wird der Name dieser Militäreinheit als Cohors secunda .. ausgesprochen.

- Hispanorum: der Hispanier. Die Soldaten der Kohorte wurden bei Aufstellung der Einheit auf dem Gebiet der römischen Provinz Hispania Tarraconensis rekrutiert.

- equitata: teilberitten. Die Einheit war ein gemischter Verband aus Infanterie und Kavallerie. Der Zusatz kommt in zwei Inschriften[1] und in zwei Ziegelstempeln[2] vor.

- pia fidelis: loyal und treu. Domitian (81–96) verlieh den ihm treu gebliebenen römischen Streitkräften in Germania inferior nach der Niederschlagung des Aufstands von Lucius Antonius Saturninus die Ehrenbezeichnung pia fidelis Domitiana.[3] Der Zusatz kommt in den Militärdiplomen von 116 bis 133 und in einem Ziegelstempel[4] vor.

Da es keine Hinweise auf den Namenszusatz milliaria (1000 Mann) gibt, war die Einheit eine Cohors quingenaria equitata. Die Sollstärke der Kohorte lag bei 600 Mann (480 Mann Infanterie und 120 Reiter), bestehend aus 6 Centurien Infanterie mit jeweils 80 Mann sowie 4 Turmae Kavallerie mit jeweils 30 Reitern.

## Geschichte
Die Kohorte war in den Provinzen Germania inferior und Germania superior (in dieser Reihenfolge) stationiert. Sie ist auf Militärdiplomen für die Jahre 98 bis 133 n. Chr. aufgeführt.
Der erste Nachweis der Einheit in der Provinz Germania inferior beruht auf einem Diplom, das auf 98 datiert ist. In dem Diplom wird die Kohorte als Teil der Truppen (siehe Römische Streitkräfte in Germania inferior) aufgeführt, die in der Provinz stationiert waren. Ein weiteres Diplom, das auf 101 datiert ist, belegt die Einheit in derselben Provinz.
Zu einem unbestimmten Zeitpunkt wurde die Kohorte nach Germania superior verlegt. Der erste Nachweis der Einheit in der Provinz beruht auf einem Diplom, das auf 116 datiert ist. In dem Diplom wird die Kohorte als Teil der Truppen (siehe Römische Streitkräfte in Germania superior) aufgeführt, die in der Provinz stationiert waren. Weitere Diplome, die auf 127 bis 133 datiert sind, belegen die Einheit in derselben Provinz.

## Standorte
Standorte der Kohorte waren möglicherweise:
- Mannaricium (Maurik): ein Ziegel[9] mit dem Stempel der Einheit wurde hier gefunden.[7]

- Kastell Heddesdorf (Heddesdorf): ein Ziegel[10] mit dem Stempel der Einheit wurde hier gefunden.
- Kastell Stockstadt (Stockstadt am Main): vier Inschriften[11] wurden hier gefunden.

Ziegel mit Stempeln der Einheit wurden an den folgenden Orten gefunden: Bad Wimpfen und Oedheim.

## Angehörige der Kohorte
Folgende Angehörige der Kohorte sind bekannt:

### Kommandeure
| - [?], ein Präfekt (AE 1973, 361) - Lucius Flavius Tellutius Gaetulicus, ein Präfekt - Patrocles, ein Präfekt (AE 1996, 1416) | - Publius Aelius Marinus, ein Präfekt - Titus Exomnius Mansuetus, ein Präfekt (AE 1988, 854) |

### Sonstige
| - Attius Terti[u]s, ein Centurio (AE 1967, 335) - Diomed[es], ein Soldat (RSOR 00050) - Fronton, ein vexillarius (RSOR 00050) - Iul(ius) Iblio[m]arus, ein Soldat und beneficiarius praefecti (AE 1996, 1149) | - Marcus, ein vexillarius (RSOR 00050) - Adn(amatius) Superstis, ein Decurio (CIL 13, 11775) - Val(erius) Quartus, ein Veteran (AE 1992, 1285) |